# Chiara Rossi
Chiara Rossi (Rovigo, 20 aprile 1988) è una cestista italiana.
Playmaker di 170 cm,  ha giocato in Serie A1 con Venezia, Montichiari, Umbertide, Alcamo e Lucca.

## Carriera
Ha ottenuto la salvezza nella massima serie con Alcamo.
Dopo la trafila nelle nazionali giovanili, ha partecipato a vari raduni della Nazionale maggiore ed era nel gruppo delle qualificazioni all'Europeo 2009, senza comunque esordire. È stata riserva a casa per l'All-Star Game 2011.

## Statistiche
Dati aggiornati al 30 giugno 2017.
| Stagione        | Squadra                     | Competizione    | Partite | Partite | Partite | Statistiche tiro | Statistiche tiro | Statistiche tiro | Altre statistiche | Altre statistiche | Altre statistiche | Altre statistiche | Altre statistiche |
| Stagione        | Squadra                     | Competizione    | Pres.   | Titol.  | Minuti  | Tiri da 2        | Tiri da 3        | Liberi           | Rimb.             | Assist            | Rubate            | Stopp.            | Punti             |
| --------------- | --------------------------- | --------------- | ------- | ------- | ------- | ---------------- | ---------------- | ---------------- | ----------------- | ----------------- | ----------------- | ----------------- | ----------------- |
| 2003-2004       | Umana Venezia               | Serie A1        | 3       | 0       | 6       | 0/1              | 0/1              | 0                | 1                 | 0                 | 1                 | 0                 | 0                 |
| 2004-2005       | Umana Venezia               | Serie A1        | 1       | 0       | 12      | 0                | 0                | 2/2              | 0                 | 0                 | 0                 | 0                 | 2                 |
| 2005-2006       | Umana Venezia               | Serie A1        | 11      | 0       | 50      | 0/1              | 1/6              | 0                | 7                 | 2                 | 2                 | 0                 | 3                 |
| 2005-2006       | Basket Treviso              | Serie A2        | 28      | 24      | 813     | 54/140           | 28/112           | 27/50            | 81                | 37                | 48                | 2                 | 224               |
| 2006-2007       | Basket Treviso              | Serie A2        | 34      | 30      | 1212    | 128/302          | 52/174           | 87/122           | 152               | 42                | 82                | 1                 | 497               |
| 2007-2008       | New Wash Montigarda         | Serie A1        | 19      | 0       | 194     | 5/20             | 9/24             | 2/6              | 10                | 0                 | 7                 | 0                 | 39                |
| 2008-2009       | Liomatic Umbertide          | Serie A1        | 24      | 12      | 577     | 27/65            | 21/60            | 15/22            | 38                | 8                 | 20                | 0                 | 132               |
| 2009-2010       | Liomatic Umbertide          | Serie A1        | 21      | 12      | 320     | 10/20            | 4/30             | 9/13             | 25                | 7                 | 17                | 2                 | 41                |
| 2010-2011       | Umana Venezia               | Serie A1        | 16      | 0       | 183     | 9/36             | 1/15             | 10/17            | 12                | 10                | 18                | 0                 | 31                |
| 2011-2012       | Gea Magazzini Alcamo        | Serie A1        | 29      | 15      | 593     | 39/104           | 8/35             | 18/28            | 35                | 12                | 23                | 0                 | 120               |
| 2012-2013       | Delser Udine                | Serie A2        | 28      | 26      | 838     | 80/232           | 9/46             | 75/98            | 100               | 44                | 34                | 6                 | 262               |
| 2013-2014       | Gruppo L.P.A. Ariano Irpino | Serie A2        | 22      | 22      | 737     | 74/166           | 13/50            | 44/59            | 84                | 46                | 23                | 2                 | 231               |
| 2014-2015       | Gesam Gas Lucca             | Serie A1        | 14      | 0       | 222     | 17/54            | 4/16             | 15/16            | 19                | 8                 | 14                | 0                 | 61                |
| 2015-2016       | PFF Group Ferrara           | Serie A2        | 31      | 17      | 652     | 42/126           | 13/52            | 38/41            | 77                | 19                | 31                | 4                 | 161               |
| 2016-2017       | Surgical Virtus Cagliari    | Serie A2        | 26      | 26      | 893     | 80/189           | 21/66            | 51/61            | 118               | 44                | 28                | 0                 | 274               |
| 2017-2018       | CUS Cagliari                | Serie A2        |         |         |         | -/-              | -/-              | -/-              |                   |                   |                   |                   |                   |
| Totale carriera | Totale carriera             | Totale carriera | 307     | 1840    | 7.302   | 582/1.456        | 184/687          | 393/535          | 759               | 279               | 348               | 17                | 2.078             |